# 白崎容子
白崎 容子（しらさき ようこ、1947年8月22日 - ）は、日本のイタリア文学者、翻訳家。
元慶應義塾大学文学部教授。

## 経歴
1947年、東京都生まれ。1970年に東京外国語大学イタリア語科を卒業。同大学院に進み、1974年に博士課程中退。1985年より武蔵野音楽大学専任講師となり、1998年慶應義塾大学文学部助教授。2002年に教授昇進。2013年、慶應義塾大学を定年退職した。

## 受賞・栄典
- 2014年：『カオス・シチリア物語』で尾河直哉とともに第1回須賀敦子翻訳賞を受賞[2]。

## 著書
- 『イタリア語速修15日 カラー図解』（創拓社） 1994
- 『1からはじめるイタリア語練習』（白水社） 1994
- 『イタリア語を学ぶ たのしく覚える基本会話』（PHP新書） 1998
- 『らくらくマスターイタリア語 初歩から使いこなすまで』（郁文堂） 2000
- 『トスカ イタリア的愛の結末』（ありな書房、オペラのイコノロジー） 2008

### 共著
- 『英語から学ぶイタリア語会話』（マリーサ・ディ・ルッソ共著、創拓社、アプリケイティブ・メソッド） 1991
- 『パッソ・ア・パッソ』（秋山余思,一ノ瀬俊和共編、白水社） 1993
- 『英語から覚えるイタリア語単語』（野里紳一郎共著、創拓社） 1996
- 『60歳からのイタリア語入門』（入江たまよ共著、三修社） 2000
- 『はじめようイタリア語』（入江たまよ共著、三修社） 2001
- 『ダリオのイタリア語』（ダリオ・ポニッスィ共著、白水社） 2002
- 『日本語から引く知っておきたいイタリア語 プログレッシブ単語帳』（バルバラ・ピザーニ共編、小学館） 2002
- 『イタリア語チャレンジブック』（入江たまよ共著、三修社） 2005
- 『読むイタリア語』（入江たまよ共編著、白水社） 2005
- 『らくらくマスターイタリア語 初歩から使いこなすまで 教科用』（アントニオ・マイッツァ共著、郁文堂） 2010
- 『プリーモ伊和辞典』（高田和文,岡田由美子,秋山美津子,マリーサ・ディ・ルッソ・カルラ・フォルミサーノ共編、秋山余思監修、白水社） 2011

## 翻訳
- 『ルチャーノ・パヴァロッティ 友人が語るその素顔』（カンディド・ボンヴィチーニ、音楽之友社） 1993
- 『ローマ百景 建築と美術と文学と』（マリオ・プラーツ、伊藤博明,上村清雄共訳、ありな書房） 1999
のち改訳新版（全2巻、伊藤,上村,浦一章共訳） 2006 - 2009
- 『二度生きたランベルト』（ジャンニ・ロダーリ、平凡社） 2001
- 『わたしのヴェルディ 16人のアーティストが語る12の傑作オペラ』（レオネッタ・ベンティヴォリオ編著、音楽之友社） 2001
- 『エロイーズとアベラール ものではなく言葉を』（マリアテレーザ・フマガッリ=ベオニオ=ブロッキエーリ、石岡ひろみ,伊藤博明共訳、法政大学出版局、叢書・ウニベルシタス） 2004
- 『シャガール わたしが画家になったわけ』（ビンバ・ランドマン文・絵、西村書店） 2006
- 『カオス・シチリア物語 短編集』（ルイジ・ピランデッロ、尾河直哉共訳、白水社、エクス・リブリス・クラシックス） 2013
- 『名作短編で学ぶイタリア語』（関口英子共編訳、ベレ出版） 2014
- 『小さな徳』（ナタリア・ギンズブルグ、河出書房新社、須賀敦子の本棚） 2018